# Sócrates da Costa Monteiro
Sócrates da Costa Monteiro (Rio de Janeiro, 26 de março de 1930 - 30 de março de 2019) foi um militar brasileiro.
Nascido em 26 de março de 1930 no Rio de Janeiro, o Tenente-Brigadeiro Sócrates iniciou sua vida militar em 1948 quando ingressou na Escola de Aeronáutica como cadete. Formou-se oficial aviador em dezembro de 1951 e atingiu o generalato em julho de 1980, quando foi promovido a Brigadeiro do Ar. O Oficial-General foi Ministro da Aeronáutica no governo Fernando Collor de Mello, de 15 de março de 1990 a 2 de outubro de 1992.
Faleceu no dia 30 de março de 2019 e foi sepultado no Pantheon dos Aviadores, em Botafogo no Rio de Janeiro.